# 上杉憲将
上杉 憲将（うえすぎ のりまさ）は、南北朝時代の武将。

## 生涯
上杉憲顕の子として誕生。「上杉系図大概」によれば、憲顕の嫡子。興国3年/康永元年（1342年）、上杉清子死去の際は、越後国守護として南朝方と戦い越後を離れられない父の代理として、弔使を勤めた。
足利尊氏・直義兄弟の争い（観応の擾乱）では直義方として活躍。直義方が南朝と和睦すると、正平5年/観応元年（1350年）には越後に入り、北朝方と戦っている（『越佐史料』巻二-524）。正平6年/観応2年（1351年）1月には高師冬討伐のため甲斐国へ発向し、師冬を討ち果たした。その後は上洛し、直義方に合流している（『新潟県史資料編』604）。
直義と尊氏の講和成立後、一旦鎌倉に戻ったが、直義は憲将に属した将兵の恩賞に、関東分国の闕所を宛てるよう憲顕に命じている（「上杉家文書」）。正平6年/観応2年（1351年）9月の上杉憲将遵行書（「長楽寺文書」）より、高師冬にかわり関東の実力者となった父の下、武蔵守護あるいは代官として父の守護任国である武蔵守護代に在職したとされる。講和破綻後の同年12月、駿河国由比（薩捶山）で薩埵峠の戦いで関東に進軍する尊氏軍と戦い敗北した。
薩捶山合戦の敗北以後、越後・上野国守護職を罷免された父と共に潜伏していたと思われるが、正平10年/文和4年（1355年）、宇佐美氏一族と共に越後佐味庄顕法寺城で挙兵した。しかし尊氏方の村山隆直・風間長頼らの侵攻を受け顕法寺城を放棄し、ついで立て篭もった柿崎城も落ち（『新潟県史資料編』1718）、宇佐美氏・柿崎氏らを傘下に収めるなど、父の守護時代から勢力を広げていた国府周辺地域も、一旦は足利方の新守護宇都宮氏の勢力下に入った。その後憲将らはただちに信濃国に転戦し、小笠原長基と戦っている（『越佐史料』巻二-579）。正平11年/延文元年（1356年）には信濃高井郡での戦いも記録されている（「市河文書」）。
正平13年/延文3年（1358年）の尊氏死去後、正平16年/康安元年（1361年）の畠山国清失脚を受けて、父は越後守護、上野守護、関東管領に復職し、上杉家の越後・関東における基盤が築かれることとなった。従弟で犬懸上杉家の上杉朝房に代わり、越後守護領を差配したと推測されているが、父に先立ち正平21年/貞治5年（1366年）に死去した。